# حزب الأحرار الدستوريين

شعار حزب الاحرار الدستوريين و هو يتميز بالقبضة شعار الاشتراكيين رغم أن مبادئ الحزب المعلنة هي الليبرالية

حزب الأحرار الدستوريين حزب سياسي مصري أنشأه أعضاء لجنة الثلاثين التي وضعت في عام 1922 أول مشروع دستور لمصر المستقلة وفقا لتصريح 28 فبراير 1922.
عَقِب فراغ لجنة الثلاثين من وضع مشروع الدستور في سبتمبر 1922، قرر أعضاؤها تكوين حزب جديد برئاسة عدلي يكن باشا تحت اسم حزب الأحرار الدستوريين تكون مهمته الدفاع عن الدستور. وكان من ابرز أعضائه عند تكوينه مدحت يكن باشا ومحمد محمود باشا وحسن عبد الرازق باشا ومحمد حسين هيكل باشا وحافظ عفيفي باشا. أصدر الحزب جريدة يومية تنطق بلسانه تحت اسم «السياسة».
توالى على رئاسة الحزب عدلي يكن باشا ومحمد محمود باشا وعبد العزيز فهمي باشا ومحمد حسين هيكل باشا. حُلَّ الحزب طبقا لقرار مجلس قيادة ثورة 23 يوليو 1952 بحل الأحزاب السياسية في ديسمبر 1952 وعاد للعمل مرة أخرى بعد ثورة 25 يناير. حزب الأحرار الدستوريين الآن تحت التأسيس في انتظار استكمال التوكيلات.

## من مؤسسي حزب الأحرار الدستوريين الجديد
- محمد فايز يكن، محامي
- د. وسام محمد إبراهيم علي (محاضر بكلية التربية جامعة الإسكندرية)
- أحمد مصطفى سلامة، كاتب ومؤلف
- شاهر يوسف مخرج سينمائي

## وصلات خارجية
حزب الأحرار الدستوريين الجديد حزب الأحرار الدستوريين  على فيسبوك.